# دیوید وکسلر
دیوید وکسلر (انگلیسی: David Wechsler؛ ۱۲ ژانویه ۱۸۹۶ – May 2, 1981 (aged 85)) دانشمند در زمینه روان‌شناسی اهل ایالات متحده آمریکا بود.